# Welcome to the Jungle
"Welcome to the Jungle" é a primeira canção de Appetite for Destruction, o álbum de estreia da banda Guns N' Roses, lançado em 1987 e considerado um dos melhores álbuns de rock da história. A letra fala sobre o inferno que é viver em uma cidade grande e os perigos que ela apresenta para quem lá se aventura em busca de prazeres. A música foi tocada exaustivamente em rádios de todo o planeta, seu videoclipe teve alta rotação na MTV e alcançou a sétima posição no Billboard Hot 100.
A música foi escrita, pois, Guns N' Roses precisavam de gravar material novo, e Axl Rose, ao recordar um riff que Slash havia criado enquanto ainda vivia na casa de sua mãe, teve a ideia de usá-lo para a nova música e pediu que Slash o tocasse novamente. Então, rapidamente, o restante da banda estabeleceu as bases para a música, até que em fim, ficasse pronta em aproximadamente três horas. A canção ficou em 1° lugar na lista das "100 melhores canções de rock" elaborado pelo VH1.

## Videoclipe
No começo a MTV não transmitia o clipe por achá-lo muito violento, mas David Geffen ligou para o produtor e pediu para ser transmitido pela emissora. O videoclipe estreou de madrugada na programação e rapidamente se tornou um dos mais pedidos pelos telespectadores. O vídeo em questão, começa com Axl desembarcando de um ônibus, e logo em seguida, um traficante (representado por Izzy) o aborda tentando lhe vender uma droga, mas Axl rejeita. Slash pode ser visto brevemente encostado em uma parede com uma garrafa de vidro e um saco de papel marrom na mão. No decorrer do clipe, Axl pára para assistir a uma televisão através de uma vitrine, e clipes da banda tocando ao vivo podem ser vistos.

## Covers
- A banda de grindcore, Hewhocorrupts, fez um cover da música em 2004 e a acrescentou no álbum The Discographer.
- A banda de metalcore, Zombie Apocalypse, gravou, também em 2004, um disco intitulado Bring You To Your Knees - A Tribute to Guns N' Roses.
- Freedom Dub gravou a música em estilo bossa nova, para o cd Bossa N' Roses.
- Em 2007, John 5 gravou apenas o instrumental de Welcome to the Jungle. Esse cover foi incluído no álbum The Devil Knows My Name.
- Existe também um cover humorístico do single, lançado no álbum Aperitif for Destruction (Aperitivo para destruição), do conjunto musical Richard Cheese.

## Aparições em games
- No jogo Disgaea 2: Cursed Memories, o personagem Axl faz uma referência à canção, onde ele afirma: "Bem-vindo ao Coliseu, temos diversão e jogos!"
- Welcome to the Jungle estaria disponível no jogo Rock Band, mas foi retirado na versão final.
- A música pode ser tocada no jogo musical Guitar Hero III: Legends of Rock, onde o jogador trava uma batalha com Slash, que é um dos chefes do game.
- Aparece na Radio X, uma das rádios fictícias do jogo Grand Theft Auto San Andreas.

## Aparições em outras mídias
- O primeiro grande uso da música foi no filme The Dead Pool, onde Jim Carrey interpreta um vocalista de uma banda de rock que é viciado em drogas.
- Welcome to the Jungle é tocado na abertura dos créditos do filme Lean on Me, estrelado por Morgan Freeman.
- Em 1997, a canção apareceu duas vezes em um filme de gênero biográfico, intitulado Selena.
- Em The Kingdom, uma equipe do FBI viaja até a Arábia Saudita. Lá, a personagem de Jennifer Garner brinca com a colega dizendo: "You're in the jungle now"("Você está na selva agora"), e ela responde: "Thanks Axl"("Obrigado Axl").
- Em "Os Simpsons" são feitas várias referências à música, dentre elas a do episódio "Bart Has Two Mommies", onde Ned Flanders canta uma paródia de Welcome to the Jungle enquanto enche o seu quintal de colchões para seus filhos não se machucarem. Além disso, no episódio "The Father, the Son, and the Holy Guest Star", Homer Simpson diz: "Welcome to the Jungle, Kevin" ("Bem vindo à selva, Kevin"), e em outro intitulado "Waverly Hills 9021 D-OH!", Homer é cumprimentado por dois caras que também lhe dizem: "Welcome to the Jungle" ("Bem-vindo à selva"), em outro episódio chamado "O Trailler do Homer", em uma das cenas, Bart, Homer e Lisa, dançam e pulam dentro do Trailler ao som da canção.
- Em 2007, foi lançado um filme chamado "Welcome to the Jungle". Inicialmente, a canção iria fazer uma aparição nele, mas depois de verem o que chamaram de "a má qualidade do filme" em questão, o Guns N' Roses se recusou a emprestar a música para o cinema.
- No filme "Megamente" a música aparece na batalha final entre Megamente e Titã.
- A música é o tema do filme Jumanji: Welcome to the Jungle de  2017 estrelado por Dwayne Johnson.
- A Música toca no primeiro ato de Thor: Amor e Trovão, assim como outras músicas da banda.

## Charts e Posições
| Chart              | Posição | Fonte(s) |
| ------------------ | ------- | -------- |
| Billboard Hot 100  | 7       | [ 10 ]   |
| UK Singles         | 24      | [ 11 ]   |
| Mainstream Rock    | 38      | [ 12 ]   |
| Digital Song Sales | 74      | [ 13 ]   |

## Créditos
- Axl Rose – vocais, percussão
- Slash – guitarra solo
- Izzy Stradlin – guitarra rítmica, backing vocals
- Duff McKagan – baixo, backing vocals
- Steven Adler – bateria